# Resident Evil 4 (игра, 2005)
Resident Evil 4 (в переводе с англ. — «Обитель зла 4»), известная в Японии как Biohazard 4 (яп. バイオハザード4 Байохадза:до
Фо:, Биологическая угроза 4) — компьютерная игра в жанрах survival horror и шутера от третьего лица, игра основной серии Resident Evil. Сюжетно является продолжением истории персонажей Леона Скотта Кеннеди и Ады Вонг из Resident Evil 2, а также Альберта Вескера, антагониста Resident Evil Zero, Resident Evil Code: Veronica и Resident Evil. В 2004 году, спустя шесть лет после событий Resident Evil 2 и Resident Evil Code: Veronica, Леон является правительственным агентом и отправляется на задание в испанскую сельскую деревушку, где ему предстоит спасти Эшли Грэм, дочь президента США, похищенную таинственным культом, а также вновь встретиться с Адой Вонг, работающей на Альберта Вескера. Появление Вескера происходит в дополнительных сценариях Separate Ways и Assignment Ada, посвящённых игре за Аду Вонг. В режиме The Mercenaries также предоставляется возможность игры за Вескера и других персонажей.
Разработана студией Capcom Production Studio 4 и издана большим количеством издателей, такими как Capcom, Ubisoft, Nintendo Australia, Red Ant Enterprises и THQ Asia Pacific. Российским издателем игры выступила компания «Новый Диск», локализации подверглись только субтитры. Российским дистрибьютором HD-переиздания,  Resident Evil Ultimate HD Edition, выступила компания «1С-СофтКлаб», оставив игру без локализации вовсе и сделав на русском только документацию.
Игра была выпущена 11 января 2005 года в Северной Америке, 27 января в Японии, 18 марта в Европе для консоли Nintendo GameCube. Через полгода после выхода оригинального издания игра была портирована на платформу PlayStation 2. 25 октября версия для PlayStation 2 вышла в Северной Америке, 4 ноября — в Европе, 11 ноября — в Австралии и 1 декабря — в Японии. В июне 2007 для игры вышли издания на Wii и Windows. HD-переиздание (ремастер) Resident Evil 4 было выпущено 20 сентября 2011 года на платформах PlayStation 3 и Xbox 360, а в 2014 году — для Windows.
К июлю 2011 года общие объёмы продаж Resident Evil 4 на всех платформах достигли отметки примерно 7,03 млн экземпляров, что сделало её самой продаваемой в серии. В 2012 году игра была внесена в Guinness World Records Gamer's Edition как самая продаваемая игра жанра survival horror.
3 июня 2022 года был анонсирован ремейк под тем же названием, выход которого состоялся 24 марта 2023 года.

## Игровой процесс
Игрок управляет Леоном Скоттом Кеннеди в миссии по спасению дочери Президента Соединённых Штатов Эшли Грэм. Игровой процесс сосредоточен на действиях и перестрелках с участием больших групп врагов на открытых пространствах. Камера располагается позади персонажа (на уровне плеч) и позволяет увеличивать масштаб картинки при наведении оружия.
В четвёртой части был добавлен лазерный прицел, позволяющий целиться в различных направлениях и легко менять его размещение в любое время. Пули воздействуют на врагов в зависимости от того, куда они попали: выстрел в ногу может заставить врагов споткнуться, в то время как выстрелы в руки заставят их выронить оружие.
Ещё одним новым аспектом Resident Evil 4 является включение контекстно-зависимого управления. Исходя из ситуации, игрок может взаимодействовать с различными аспектами окружающей среды: спускаться по лестнице, выпрыгивать из окна или уклоняться от вражеской атаки. Также имеются динамические внутриигровые видео с элементами QTE, в которых игрок должен нажимать кнопки, отображённые на экране, чтобы выполнить действия — такие как уклонение от падения валуна или в борьбе с врагом, чтобы герой выжил. Подобные сцены включены во многие сражения с боссами, где игрок должен избегать мгновенных смертельных атак.

### Инвентарь и система торговли
Инвентарь главного персонажа представлен в виде кейса ограниченного объёма, в котором каждая вещь занимает определённое количество ячеек. Кейс может быть несколько раз улучшен, что позволяет увеличить пространство для хранения вещей. В кейсе хранятся оружие, боеприпасы и целебные предметы, в то время как ключи и сокровища находятся в отдельном меню. Предметы могут продаваться и покупаться у странствующего торговца, появляющегося в разных местах на протяжении всей игры. Он продаёт различные вещи: оружие, лекарства; может улучшать уже имеющееся оружие игрока и покупает сокровища, которые находит Леон. Многие виды оружия имеют свои собственные достоинства и недостатки.

### Оружие
В Resident Evil 4 два вида оружия — ближнего и дальнего боя. Оружие используется как для причинения урона врагам, так и для разрушения различных объектов, содержащих сокровища и другие ценные предметы. С самого начала игры в распоряжении Леона имеются классический нож и пистолет.
По ходу игры становятся доступными и другие виды огнестрельного оружия: пистолеты, дробовики, винтовки, пистолет-пулемёты, миномёт и гранатомёт. В распоряжении Леона также имеется метательное оружие — три вида ручных гранат: ослепляющие, зажигательные и осколочные. В дополнение к этому, в большинстве сценариев, на оглушённых врагах герой может использовать приёмы рукопашного боя.
После прохождения основного и дополнительных сценариев есть возможность разблокировки дополнительных костюмов и секретного снаряжения.

### Взаимодействие с Эшли
Во многих главах Леона сопровождает Эшли, ради спасения которой он и прибыл в эту глушь. Эшли — девушка беззащитная, поэтому Леон должен всячески её оберегать. Большинство врагов-ганадо пытаются схватить девушку и унести за пределы локации, монстры же атакуют её так же как и Леона. Если Эшли погибнет или её унесут, то миссия будет провалена. Кроме того, Леон не может покинуть без неё локацию. Девушке можно отдавать приказы. По приказу «Следуй за мной», она будет по пятам бегать за Леоном, при этом, оказавшись на линии огня, она приседает, прикрыв голову руками (оружие Леона действует на неё точно так же, как и на врагов). Если же приказать ей «Стой здесь», то она будет стоять на месте, а если рядом появятся враги, громко позовёт на помощь. Иногда встречаются большие мусорные баки, в которые можно спрятать Эшли. Она будет терпеливо сидеть внутри, невидимая и недосягаемая для врагов, до тех пор, пока Леон её не позовёт.
Девушка не имеет своего инвентаря, и, используя медикаменты, игрок сам решает, кого именно хочет лечить, Леона или Эшли. При этом с помощью жёлтой травы можно увеличить максимум её здоровья так же как и максимум здоровья Леона. Эшли способна взбираться по лестницам, однако не может спускаться вниз даже с небольших уступов, поэтому в таких случаях Леон должен ловить её на руки. Эшли — это не только обуза. Часто она помогает Леону. Так, Леон может подсаживать Эшли на уступы, недоступные для него самого, или пересаживать через высокие ворота, чтобы она открыла их с другой стороны. Кроме того, иногда Эшли помогает советами, показывая пальцем на различные объекты. Так, например, именно она подсказывает использовать валуны в битве со вторым Эль Гиганте.
В одной из глав предстоит поиграть и за саму Эшли. После освобождения из ловушки ей нужно добраться до Леона. Здесь у неё есть небольшой инвентарь, все предметы из которого потом можно будет отдать Леону. Девушка полностью безоружна и очень уязвима, однако она способна ползать под столами, вырываться из захватов хватающих монахов и даже убивать фанатиков, швыряя в них светильники. Кроме того, Эшли способна, используя QTE, уворачиваться от ударов доспехов-ловушек.

### Дополнения
В версиях игры для PlayStation 2, PlayStation 3, Xbox 360, Windows и Wii, после прохождения основного сюжета, игрок получает дополнительные, бонусные режимы:
- Separate Ways (с англ. — «Разные пути») — самое большое дополнение. Сюжет мини-игры вращается вокруг Ады Вонг и её связи с Альбертом Вескером, бывшим членом «S.T.A.R.S.», который пытается возродить корпорацию Umbrella[16]. Сценарий, состоящий из 5 глав, развивается параллельно основному сценарию (в деревне можно заметить Леона, а если попытаться взять дробовик в доме, то Ада откажется это делать, сказав, что оставит его Леону)[17]. На протяжении всего сценария Ада всячески помогает Леону и не раз спасает его, хотя сам Леон порой об этом даже не догадывается. Например, именно Ада звонит в колокол, заставляя ганадо отказаться от преследования Леона и покинуть площадь.
- Assignment Ada (с англ. — «Задание Ады») — короткая мини-игра, в которой игроку вновь придётся играть за Аду Вонг. Основная цель — достать Вескеру образцы лас-плагас (всего их пять)[1]. Действие происходит на острове, и врагами выступают различные солдаты — коммандос, пулемётчики. Ада одета в спецназовский костюм, более уместный для тайных операций, чем красное платье. Из оружия доступны только пистолет, TMP, полуавтоматическая винтовка и разрывные гранаты; ножа нет. Торговцы и сокровища отсутствуют. Нет пишущих машинок и, как следствие, возможности сохраняться посреди игры[17].
- The Mercenaries (с англ. — «Наёмники») — мини-игра, аналогичная одноимённой мини-игре в Resident Evil 3: Nemesis. Игрок берёт на себя управление одним из пяти персонажей: Леон Скотт Кеннеди, Ада Вонг, Альберт Вескер, Джек Краузер и Ханк. У каждого из персонажей свой собственный набор оружия, а также свои собственные спецприёмы и удары. Целью мини-игры является уничтожение противников за определённое количество времени. Всего представлено четыре локации: деревня (англ. Village), за́мок (англ. Castle), база наёмников (англ. Mercenary Camp) и карта под названием «Водный мир» (англ. Waterworld). На каждом уровне представлены различные противники: ганадо, лос иллюминадос, коммандос. Также на каждом уровне есть особый противник: сёстры Белла, Гарадор, Джей-Джей, Мега Сальвадор. Начальное время у игрока — около полутора минут, однако на уровнях имеются бонусы, прибавляющие время. Также имеются бонусы, дающие дополнительные очки. Кроме того, очки начисляются и за комбинированные убийства (между убийствами не должно пройти больше 5 секунд). Вначале игроку доступен лишь Леон, но за получение ранга не ниже четырёх звёзд, открываются новые персонажи. За получение пяти звёзд на всех локациях и за всех персонажей игрок получит специальный приз — пистолет Handcannon[17].
- Shooting Gallery (с англ. — «Тир») — мини-игра, в которой нужно стрелять по мишеням. Вход туда располагается рядом с торговцем в определённых местах (всего их четыре). Нужно войти в серебряную дверь с изображением кольтов времён Дикого Запада. Правила игры — стрелять в определённые мишени (в виде ганадо) и не стрелять в другие (в виде Эшли). Игрок выбирает один из двух типов оружия (снайперское — стандартный пистолет и ручная винтовка; скорострельное — стандартный дробовик и TMP). Главное в этой игре — стрелять по мишеням, не промахиваясь. Чем больше очков и попаданий заработано, тем больше наград выдаётся. За все попадания на высшей категории игрок получает 6 крышек от бутылок (фигурки персонажей и врагов) и денежный приз.

В версиях для мобильных устройств после прохождения основной игры, названной Story Mode (с англ. — «Сюжетный режим»), в качестве бонусного режима предлагается:
- Coin Shoot (с англ. — «Стреляй по монетам») — мини-игра на время, в которой игроку необходимо стрелять по синим монетам и чем больше их будет снято, тем более высокая оценка будет выдана[18].

## Сюжет
Осень 2004 года. Леон Скотт Кеннеди, бывший офицер полиции Раккун-сити, а ныне агент правительства США, отправляется на поиски Эшли Грэм, дочери президента США, похищенной из колледжа таинственным культом.
Он прибывает в глухую испанскую деревушку, где предположительно удерживается девушка, но попытки наладить контакт с местными жителями приводят к тому, что вся деревня без причины нападает на Леона. С боем Леон выбирается из деревушки и попадает в большой дом, в одном из шкафов которого находит и освобождает пленника. После чего появляются селяне во главе с местным старостой, Биторесом Мендесом. Вместе с новым знакомым, Леон попадает в плен, после чего ему вводят паразита, контролирующего разум, известного как Las Plagas.
Леон приходит в сознание в сарае, связанным спина к спине с Луисом Серой, который оказывается исследователем секты и бывшим мадридским полицейским. Разговор пленников внезапно прерывает появившийся местный житель с большим топором, намеревающийся убить их, однако тем удаётся освободиться от оков. От Серы герой узнаёт, что Эшли удерживается где-то в церкви.
Пробравшись через карьер и склад, Леон добирается до дома старосты, где опять встречает Битореса Мендеса. Тот, заметив, что в Леоне обосновался паразит, отпускает Кеннеди со словами: «Ты несёшь в себе ту же кровь». Герой возвращается в деревню, в часовне которой обнаруживается секретный ход. Пройдя через кладбище с церковью, герой выходит к озеру, садится в моторную лодку с намерением переплыть водоём, где на него нападает огромная саламандра, именуемая «Дель Лаго» (исп. Del Lago).
В церкви Леон наконец находит Эшли и встречается с главой секты Озмундом Саддлером, который раскрывает свои планы по использованию паразита, внедрённого дочери президента. По словам Саддлера, паразит должен стать причиной катастрофы в США по возвращении Эшли домой. Далее Леон вместе с Эшли пытаются покинуть деревню, для чего им необходимо сразиться со старостой.
Выбравшись из деревни, Леон и Эшли пытаются укрыться в замке Рамона Салазара, кастеляна замка и сподвижника Озмунда Саддлера, однако оказываются атакованными ещё большим количеством сектантов. Леон и Эшли оказываются разделены. Тем временем Сера ищет средство, чтобы замедлить действие паразитов Леона и Эшли. Саддлер убивает Луиса и забирает образец Лас-Плагас. Найденные Луисом таблетки остаются у Леона. В замке происходит короткая встреча главного героя и Ады Вонг, старой знакомой Леона по событиям в Раккун-сити. Леон с боем пробивает себе путь через замок и убивает Салазара. Теперь его путь лежит в исследовательский центр на острове, где удерживают Эшли.

Концепт-арт, изображающий Леона, Эшли и Аду в окружении ганадос

На острове Леон узнаёт, что один из его бывших товарищей, Джек Краузер, жив и причастен к похищению Эшли. Оказывается, что Ада и Краузер на самом деле работают вместе на людей, которые связаны с корпорацией Umbrella. Краузер же намеревается убить Саддлера, когда у него появится такая возможность. Саддлер знает об этом и он отдаёт Джеку приказ убить Леона, зная, что в любом случае он выиграет, независимо от того, кто из них погибнет. После победы над Краузером Леон спасает Эшли и удаляет из её тела внедрённых паразитов с помощью специального радиотерапевтического устройства. После этого Леон находит Аду Вонг, взятую в плен Саддлером, и с её помощью побеждает лидера культа. Пути Леона и Ады вновь расходятся — Ада забирает образец паразита для своего нанимателя и улетает из комплекса на вертолёте. Напоследок Ада оставляет Леону и Эшли возможность сбежать с острова на своём водном мотоцикле — до того, как всё взлетит на воздух.

### Враги
Основные враги — кровожадные местные жители, называемые «ганадос» (от исп. Los Ganados — «скот» или «стадо»). Когда-то они были простыми фермерами, пока не стали продуктом заражения «лас-плагас» («чума» или «зараза» во множественном числе по-испански), после чего превратились в безжалостных дикарей, подконтрольных главе местного культа, Озмунду Саддлеру. В бою они могут быть как безоружны, так и использовать оружие ближнего боя и метательное оружие. Они умеют уклоняться и управлять транспортными средствами, способны действовать коллективно и общаться друг с другом. Ганадо делятся, по своему местонахождению, на три основных типа: сельских жителей, монахов и военных.
В деревне местными жителями руководит приближённый Саддлера, местный староста по имени Биторес Мендез. В его распоряжении находится большое число селян, вооружённых различными видами вооружения — от простого сельскохозяйственного инструмента до динамита и коктейлей Молотова, а также транспорт — моторные лодки и старые грузовые автомобили. Реже встречаются крестьяне, вооружённые бензопилами — как мужчины («Chainsaw Ganado», или «Dr. Salvador»), так и женщины («Bella Sisters»).
В замке, где находится база культа, командует кастелян Рамон Салазар. В его ведении имеются самые преданные члены культа — фанатики, использующие в бою оружие ближнего боя от цепа до арбалета и оружие дальнего боя от базуки до пулемёта, а также транспорт и различные механизмы. На острове же располагается элитная личная армия Саддлера, призванная защищать его научный комплекс. Они умнее, быстрее и лучше оснащены, чем другие ганадо. В распоряжении армии находятся значительные силы пехоты, а в качестве оружия солдаты могут применять от простого холодного оружия до электрошокеров, динамита и даже гранатомётов. В качестве элитных солдат выступают пулемётчики («Джей-Джей»), использующие миниган и бронированные коммандос, вооружённые моргенштерном. В качестве врагов также выступает целый ряд новых существ, появившихся в результате экспериментов с паразитом лас-плагас, такие как Регенераторы.

## История разработки и выпуск
История создания игры тесно связана с Devil May Cry.
В общей сложности, процесс создания Resident Evil 4 занял порядка пяти лет. С прошлыми частями франшизы разработанная игра не связана ничем, кроме персонажей. Отличается и сюжет, и место действия, и геймплей.

### Отменённые версии
Первые неофициальные намёки представителей компании-разработчика о продолжении сериала появились в начале декабря 1999 года. С той поры, на протяжении достаточно длительного срока велась разработка игры. Были предложены четыре сценария, которые позже были отменены.
Вначале разработка велась для платформы PlayStation 2. После того, как продюсер Синдзи Миками предложил Хидэки Камия создать новую часть в серии Resident Evil, тот согласился выступить её режиссёром.
На рубеже нового тысячелетия, писатель сериалов Нобору Сугимура создал сценарий для игры, основанный на идее Хидэки Камия создавать приключенческие игры «стильными» и «крутыми». История основывается на распутывании загадки вокруг главного героя Тони. Он непобедим и обладает навыками и интеллектом, превышающими возможности обычных людей. Сверхчеловеческие способности Тони объясняются биотехнологиями. Как только Камия увидел, что герой выглядит недостаточно впечатляющим в боевых сценах с фиксированного угла, он принял решение отказаться от предварительно нарисованных фонов в пользу динамической камеры. Проработка сюжета потребовала командировку в Европу, где команда провела одиннадцать дней в Великобритании и Испании, фотографируя архитектуру для текстур будущей игры — готические статуи, каменные тротуары и т. п. Несмотря на то, что разработчики старались добавить «свежести» новой части, которая бы вписывалась в мир сериала Resident Evil, Миками понял, что слишком далеко отошёл от его основ. Постепенно в этом убедились и все сотрудники. Камия в конце концов переделал сюжет и изменил имя героя.
Согласно обновлённому сценарию действия должны были происходить в мире, наполненным демонами, а главного героя теперь звали Данте. Персонажи оставались, в основном, аналогичны сценарию Сугимуры, хотя в сюжет были добавлены родители главного героя — мать Ева и отец — лорд Спенсер, один из основателей корпорации Umbrella. Название новой игры, Devil May Cry, было объявлено в ноябре 2000 года.
В конце 2001 года возобновилась разработка Resident Evil 4.
К этому времени Capcom заключила соглашение с Nintendo на разработку пяти игр эксклюзивно для GameCube. Resident Evil 4 должна была стать первой игрой Capcom Production Studio 4, вышедшей в рамках этого соглашения. Первый официальный анонс состоялся в ноябре следующего года.
Режиссёром этой редакции, названной позднее «fog version» (из-за обилия тумана в демонстрационных версиях игры), выступал Хироси Сибата. Работы по этой версии были выполнены на 40 %. Игра рассказывала о проникновении Леона Кеннеди в европейскую штаб-квартиру корпорации Umbrella и включала традиционных для сериала монстров, таких как зомби.
В ходе нового сценария, вновь написанного совместно с Сугимурой, Леон заражается вирусом «Прародитель» (англ. Progenitor), и в его левой руке появляется скрытая сила. В этом варианте сценария ещё не было Эшли, её роль выполняла другая девушка. Тем не менее, было принято решение начать разработку игры заново.

Леон Кеннеди против человека с крюком в версии игры «hook man»

На выставке E3 2003 была показана другая версия, известная как «hook man version» (названная по наличию противника с мясницким крюком), которая на выпущенном Biohazard 4 Secret DVD официально была названа «Maboroshi no Biohazard 4» (яп. 幻の「バイオハザード4」, буквально «Hallucination Biohazard 4»). Во время вступительного трейлера, Миками заверил, что её разработка шла очень гладко и заявил, что игра будет страшнее.
Действие сюжета должно было происходить в доме с призраками, где Леон Кеннеди подхватывал странную болезнь и сражался с паранормальными врагами — средневековыми доспехами, живыми куклами, и призрачными людьми, вооружёнными большими крюками.
Игра содержала воспоминания и галлюцинации, отмеченные голубоватым оттенком и покачивающейся камерой. Также были показаны различные механики игрового процесса, которые затем перенесли в релиз, такие как камера на уровне плеч для наведения в боях. Другие детали, такие как выбор диалогов были позже удалены. Хотя в конечном итоге и этот вариант отменили, пятиминутный геймплей из него был выпущен на диске Biohazard 4 Secret DVD, а предварительно заказавшие из Японии в январе 2005 года получили бонус.
После этого, прорабатывался ещё один вариант, названный «zombie version», так как в сюжет были возвращены зомби. Однако работа над ним была прекращена ещё до того, как он был представлен публике. Разработчики посчитали, что он слишком стереотипен.
Последний сценарий, ставший основой для релизной версии, был обнародован в начале 2004 года, во время Capcom Gamers Day (CGD), проходившему в Лас-Вегасе. 22 сентября 2004 года играбельная демоверсия (североамериканский и японский регионы) для GameCube стала доступна для читателей Famitsu. Она была приложена к специальному изданию журнала, выпущенному во время Tokyo Game Show 2004.

### Выход игры
После этого было принято решение изменить жанр игры. Миками взял на себя режиссёрские обязанности вместо Сибаты и начал работать над версией, которая в итоге стала основной.
В более позднем интервью он отметил, что Capcom оказывала на него огромное давление и угрожала отменить серию, если игра не будет хорошо продаваться.
По словам нового продюсера, Хироюки Кобаяси, после того, основной упор игры переместился с жанра ужас на боевик, команда почувствовала огорчение и их трудно было стимулировать. Сама Capcom стала позиционировать четвёртую часть Resident Evil как «survival action».
Хотя Миками потребовал полной переработки системы камеры, у сотрудников были оговорки насчёт внесения крупных изменений. В конце концов, он вмешался, объяснил предлагаемые им изменения, и написал новый сюжет для игры, который в отличие от предыдущих частей, не был сосредоточен на корпорации Umbrella. В процессе дальнейшей разработки системы управления персонажем, Миками вдохновлённый Onimusha 3: Demon Siege, учёл её достоинства и недостатки. В частности, он понял, что в новой игре было бы лучше расположить камеру под другим углом. И он решает расположить её позади игрового персонажа.
Вместе с новыми геймплеем и сценарием, был создан новый тип врагов под названием «ганадо», как отсылка к использованной в предыдущих частях нежити. Кроме того, разработчики внесли дополнительные детали, чтобы обновить персонажей, которые ранее появились в серии. В документальном фильме, объясняя концепцию персонажей игры, геймдизайнер объяснил, что он намеревался сделать Леона Кеннеди так, чтобы он «смотрелся более крепким, но также и спокойным».
Актёры, озвучивавшие персонажей, записали свои голоса в четыре сеанса в течение трех-четырёх месяцев. В качестве переводчика сценария и координатора по озвучиванию Capcom наняла Синсаку Охару. В интервью IGN, Кэролин Лоуренс, предоставившая свой голос для Эшли Грэм, описала её характер, как «уязвимый, потому что Леон должен приходить ей на помощь всё это время». Актриса также описала характер Леона, как «больше мускулов, возможно, чем мозгов». В дополнение к озвучиванию, разработчики детально выполнили каждую кинематографическую последовательность так, чтобы выражение лица каждого персонажа соответствовало тону голоса их актёра.
Анонс четвёртой части вместе с двумя спин-оффами (Resident Evil: Dead Aim и Resident Evil Outbreak) состоялся 31 октября 2004 года, ожидаемой датой релиза стал 2005 год. Resident Evil 4 перестал быть эксклюзивом для GameCube: был заявлен также выход версии для PlayStation 2, в которую были включены новые возможности, в первую очередь новая мини-игра с Адой Вонг в главной роли. 1 февраля 2006 года компания Ubisoft объявила, что выпустит портированную версию для Windows.
Издателем Windows-версии в России выступила компания «Новый диск». Официальные американское, европейское и русское издание для персональных компьютеров появились в продаже 22 февраля 2007 года.
Версия для платформы Wii, анонсированная 4 апреля 2007 года, была выпущена в конце того же года. Она включала, наряду с другими расширениями, все дополнения из версии для PlayStation 2, в том числе трейлер игры Resident Evil: The Umbrella Chronicles.

### Версии игры

#### Оригинальное издание для GameCube
Оригинальное издание появилось 11 января 2005 года в Северной Америке, 27 января в Японии, 18 марта в Европе.
Издание было выпущено в двух версиях — североамериканской и японской. Обе вышли в формате 4:3. Они почти идентичны, не считая того, что из японской версии были вырезаны моменты с расчленением (например, при смерти героя от Ганадо с бензопилой) — таково было требование CERO (Computer Entertainment Rating Organization). Также бонусная мини-игра Assigment Ada в японской версии называется Ada the Spy («Ада-Шпион»). PAL-версия игры имеет несколько отличий, включая новый Лёгкий уровень сложности.

#### Портированная версия для PlayStation 2

Обложка издания для PlayStation 2

Resident Evil 4 была портирована на PlayStation 2 после того, как Capcom заявила, что игра не попадает под эксклюзивность сделки с Nintendo. Версия была выпущена 25 октября 2005 года в Северной Америке. Критики заявили, что графика в этом издании была хуже, чем в оригинальной версии для GameCube. Вместе с тем, некоторые считают, что большим числом новых функций эти недостатки порта восполняются.
Графика в этом издании была ухудшена из-за ограниченности технических возможностей PlayStation 2. В частности, исчезла вода с эффектом шейдеров. Многие же внутриигровые видеоролики вместо роликов на движке были переделаны в предварительно записанные ролики в видеоформате FMV. Это легко заметно по двум признакам: в роликах графика лучше, чем в игре, так как они записаны с оригинальной GameCube-версии (во внутриигровых сценах на GameCube также используются более совершенные модели и текстуры, чем в игре. Достаточно взглянуть, например, на уши Леона, чтобы убедиться); также в роликах персонажи всегда одеты в стандартные костюмы, даже если игроком были открыты и выбраны бонусные костюмы, а в руках Леон всегда держит пистолет — вне зависимости от того, какое оружие было выбрано до начала ролика, либо его нет совсем.
Помимо технических изменений, также в PlayStation 2-версию игры были введены некоторые дополнения:
- Дополнительный сценарий «Separate Ways»[81].
- Дополнительный костюм классического гангстера для Леона, при использовании которого бонусное оружие «Чикагский Пулемёт» (Chigaco Typewriter) выглядит как автомат Томпсона, а нож — как стильная бандитская выкидуха. Эшли же одета в рыцарские доспехи, в которых она неуязвима, и враги не могут её унести.
- Дополнительное бонусное оружие P.R.L. 412 (Plaga Removal Laser), доступное после прохождения игры на максимальном уровне сложности (Professional).
- Меню, где можно просмотреть все внутриигровые ролики (Movie Browser).
- Исключительно для японской версии пониженный уровень сложности (Amateur Mode).
- Поддержка широкоэкранных телевизоров.

Позднее издание вошло (вместе с Resident Evil Code: Veronica X и Resident Evil Outbreak) в состав сборника Resident Evil: The Essentials.
| Системные требования | Системные требования                                             | Системные требования                                             |
| -------------------- | ---------------------------------------------------------------- | ---------------------------------------------------------------- |
|                      | Минимальные                                                      | Рекомендуемые                                                    |
| Windows              |                                                                  |                                                                  |
| ОС                   | Windows 2000,Windows XP,Windows 7                                | Windows 2000,Windows XP,Windows 7                                |
| ЦПУ                  | 1 Ггц Intel Pentium III / AMD Athlon                             | 2 Ггц Intel Pentium 4 / AMD Athlon XP                            |
| Объём ОЗУ            | 256 МБ RAM                                                       | 512 МБ RAM                                                       |
| Место на диске       | 7 ГБ свободного места на жёстком диске (только полная установка) | 7 ГБ свободного места на жёстком диске (только полная установка) |
| Видеокарта           | NVIDIA GeForce 5200 128 МБ / ATi Radeon X1300 128 МБ             | NVIDIA GeForce 5500 256 МБ / ATi Radeon X1300 256 МБ             |
| Звуковая плата       | DirectX 9.0c-совместимая                                         | DirectX 9.0c-совместимая                                         |

#### Портированная версия для Microsoft Windows
Порт для Windows был разработан компанией Sourcenext и впервые опубликован компанией Typhoon games в Гонконге 1 февраля 2007 года. Позднее, в марте 2007 года, Ubisoft издала порт в Европе, Северной Америке и в Австралии.
Издание было основано на версии для PlayStation 2. В связи с этим, в нём ухудшена графика по сравнению с как оригинальной, так и с версией для PlayStation 2. По необъяснимым причинам было ухудшено качество предварительно записанных видеороликов, не введена поддержка мыши для прицеливания, в игровом мануале были перепутаны кнопки геймпада 1 и 3, а во время эпизодов с QTE-эпизодами на экране всегда отображались только кнопки геймпада, даже при использовании клавиатуры (значения клавиш игроку приходится узнавать методом проб и ошибок). Все эти недочёты заслужили отрицательные отзывы.
Windows-версия также включает в себя все бонусные дополнения из PlayStation 2-версии (дополнение «Separate Ways», лазерная пушка P.R.L. 412, набор дополнительных костюмов, лёгкий уровень сложности, поддержка широкоэкранных разрешений).
Позже были выпущены как официальный, так и неофициальные патчи для Windows-версии. Самые известные из них: патч, добавляющий поддержку мыши (mouse-aim patch); патчи, поднимавшие до уровня PlayStation 2-версии качество графики, спецэффектов, и возвращавшие освещение и тени; патч, использующий текстуры из GameCube-версии (высокая детализация моделей, туман, контрастное изображение, фильтры, за исключением воды — она не использует шейдеры); и патч, содержащий видеоролики из издания для GameCube.
В январе 2014 года было анонсировано HD-переиздание и для PC. Игра получила подзаголовок «Ultimate HD Edition». В её состав вошла сама игра и все имеющиеся дополнения (новые режимы, возможность играть за Аду Вонг и другие). Само переиздание получило текстуры высокого разрешения, поддержку широкоформатных экранов и кадровую частоту 60 кадров в секунду. Издание поступило в продажу 28 февраля 2014 года.

#### Портированная версия для Wii
Издание для Wii было выпущено 31 мая 2007 года в Японии и 19 июня 2007 года в США под названием Resident Evil 4: Wii Edition. Версия для Wii была создана на базе оригинальной GameCube-версии. Несмотря на изменения, по сравнению с оригинальной версией, Wii-версия превосходит другие порты по качеству графической части, а также поддерживает широкоэкранный режим в формате 16:9.
В этой версии имеется поддержка контроллера Wii Remote и Nunchuk, наряду с возможностью использовать Classic Controller. Вместо стандартного лазерного прицела в игре появился зелёный прицел, меняющий при наведении свой цвет. Контроллер позволяет быстро применить нож и облегчает игру в динамических сценах. Издание также включает в себя весь дополнительный контент из версий для PlayStation 2 и Windows, а также трейлер к Resident Evil: The Umbrella Chronicles.
Издание для Wii заслужило множество положительных отзывов. В 2007 году издание «Страна игр» назвала эту версию лучшим изданием Resident Evil 4.

#### Версии для мобильных устройств
Версия игры для мобильных устройств называется  Biohazard 4: Mobile Edition. О её выходе Capcom объявила на выставке Tokyo Game Show 2007.
Выпуск в Японии состоялся 1 февраля 2008 года. Она была адаптирована для iPhone OS и Zeebo.
Игра включает два режима — «Story Mode» («Сюжетный режим») и «Mercenary Mode» («Режим наёмников»). Основное отличие от оригинальной игры: в мобильной версии игровой процесс стал разделяться на главы, разделяющиеся на уровни. В основном сюжетном режиме их 12, а в режиме «Наёмники» — 24 уровня. Издание использует движок «Mascot Capsule eruption».
13 июля 2009 года компания Capcom, без какого-либо официального объявления, через японский App Store опубликовала версию для iPhone OS, которая, однако, была довольно быстро отозвана. Несмотря на это, некоторые игроки всё же успели приобрести и установить игру. В Японии официально издание вышло в конце июля 2009 года, после чего состоялся выход игры в Северной Америке и Европе.
Позже Capcom выпустила новую версию под названием Resident Evil 4 for Beginners (для начинающих). Издание является облегчённой версией «Mobile Edition». Эта версия предлагает пять вариантов сложности в первых двух частях игры (три, включая подготовку) в «Сюжетном» режиме, режим «Наёмников», а также дополнительный режим «Coin Shoot». Оставшиеся главы могут быть дополнительно загружены.
В начале 2010 года разработчики выпустили обновлённую версию с улучшенной графикой. Эта версия называется Resident Evil 4: iPad Edition. 4 апреля 2010 года она официально появилась.
Также в апреле 2010 года Capcom выпустила обновление для изданий игры, вышедших для iPhone, iPod Touch и iPad. Оно содержит улучшения, новые уровни сложности и бонусы, такие как учебник, мини-игру «Coin Shoot».
IGN хорошо оценил Mobile Edition, поставив оценку 7.0.

#### Версия для Zeebo
Издание для консоли Zeebo было разработано компанией Ideaworks3D и официально было представлено 11 августа 2009 года. Версия была названа Resident Evil 4: Zeebo Edition. Для скачивания в сети ZeeboNet она стала доступна в марте 2009 года. Дата совпала с запуском консоли в Бразилии. Издание разработано с использованием Qualcomm BREW и содержит защиту от нелегального копирования.

#### Версии для Xbox 360 и PlayStation 3
В сентябре 2011 года игра вышла в формате HD на платформах Xbox 360 и PlayStation 3. Издание Resident Evil 4 HD доступно через PlayStation Network и Xbox Live Arcade.
В Японии издание также доступно, оно было включено вместе с переизданной Resident Evil: Code Veronica X HD в сборник Biohazard: Revival Selection.
Основное отличие издания для Xbox 360 — система достижений.
Ресурс GameGuru выставил изданию для PlayStation 3 оценку 84 %.
Британский Official Playstation Magazine поставил изданию 9.0.
В то же время портал StrategyInformer оценил издание для Xbox 360 оценкой 8.0.
Resident Evil 4 Ultimate HD Edition
HD-переиздание Resident Evil 4 для PC вышло 28 февраля 2014 года, в России 6 июня. Была улучшена графика, добавлена новая система трофеев, а также включено дополнение Ada Wong’s Another Order.

#### Специальные издания
GameCube-версия выпущена в двух различных коллекционных изданиях. Первое можно было предварительно заказать и оно включало игру, книгу Prologue Art и футболку. Другое, изданное GameStop, вышло ограниченным тиражом. Издание было упаковано в металлическую коробку с книгой с концепт-артами, изображением Леона Кеннеди, а также CD с оригинальными саундтреками В Австралии появлялось эксклюзивное коллекционное издание, включавшее игру и бонус-диск, содержавший видеофильм с интервью создателей.
Издание для PlayStation 2 выходило в двух стандартных и коллекционном варианте, доступных по предварительному заказу. Стандартный набор включает игру и футболку, а в состав коллекционного набора входит игра, майка, Biohazard Sound Chronicle Best Track Box, а также фигурка Леона производства NECA. Первый тираж издания довольно быстро разошёлся, а в состав второго была добавлена фигурка Ады Вонг. Ещё одно издание, названное Resident Evil 4: Premium Edition, было упаковано в железную упаковку «Steelbook box», вместе с книгой с концепт-артами, документальным DVD и изображением Ады.

## Саундтрек
| №                   | Название                    | Длительность |
| ------------------- | --------------------------- | ------------ |
| 1.                  | «End of Umbrella»           | 1:13         |
| 2.                  | «The Drive ~ First Contact» | 2:11         |
| 3.                  | «Ganado I»                  | 2:06         |
| 4.                  | «A Strange Pasture»         | 2:03         |
| 5.                  | «A Ruined Village»          | 3:55         |
| 6.                  | «Ganado II»                 | 1:27         |
| 7.                  | «Serenity»                  | 1:21         |
| 8.                  | «Ganado III»                | 2:32         |
| 9.                  | «Del Lago»                  | 1:19         |
| 10.                 | «Noche»                     | 2:00         |
| 11.                 | «El Gigante»                | 1:37         |
| 12.                 | «Echo in the Night»         | 2:30         |
| 13.                 | «Bitores Mendez»            | 2:31         |
| 14.                 | «Hard Road to the Castle»   | 1:20         |
| 15.                 | «Game Over»                 | 0:10         |
| 16.                 | «Catapult»                  | 2:37         |
| 17.                 | «Garrador»                  | 2:09         |
| 18.                 | «Ganado IV»                 | 2:30         |
| 19.                 | «Cold Sweat»                | 1:53         |
| 20.                 | «Target Practice»           | 2:21         |
| 21.                 | «Novistadors»               | 1:58         |
| 22.                 | «Central Hall»              | 3:52         |
| 23.                 | «Agony»                     | 1:54         |
| 24.                 | «Evil Malaise»              | 3:22         |
| 25.                 | «Death From Above»          | 0:53         |
| 26.                 | «Crazy Cultist Drivers»     | 0:49         |
| 27.                 | «Bad Vibes»                 | 1:15         |
| 28.                 | «Verdugo»                   | 1:31         |
| 29.                 | «Robo-Salazar»              | 0:44         |
| 30.                 | «Tower of Death»            | 1:43         |
| 31.                 | «Salazar»                   | 2:39         |
| 32.                 | «Save Theme»                | 1:55         |
| Общая длительность: | Общая длительность:         | 62:20        |

| №                   | Название                         | Длительность |
| ------------------- | -------------------------------- | ------------ |
| 1.                  | «Infiltration»                   | 2:54         |
| 2.                  | «Ganado V»                       | 2:55         |
| 3.                  | «Regenerador»                    | 1:01         |
| 4.                  | «U-3»                            | 1:19         |
| 5.                  | «Path to Closure»                | 3:26         |
| 6.                  | «Krauser»                        | 2:15         |
| 7.                  | «Back-Up»                        | 2:04         |
| 8.                  | «Final Battle»                   | 2:54         |
| 9.                  | «The Escape»                     | 2:37         |
| 10.                 | «Horizon»                        | 0:53         |
| 11.                 | «Sorrow (Окончание титров)»      | 3:36         |
| 12.                 | «Result»                         | 1:28         |
| 13.                 | «The Mercenaries»                | 2:02         |
| 14.                 | «The Mercenaries~Leon»           | 2:47         |
| 15.                 | «The Mercenaries~Ada»            | 3:55         |
| 16.                 | «The Mercenaries~Krauser»        | 3:12         |
| 17.                 | «The Mercenaries~Hunk»           | 2:46         |
| 18.                 | «The Mercenaries~Wesker»         | 3:34         |
| 19.                 | «Assignment Ada»                 | 3:00         |
| 20.                 | «Assignment Ada End Roll ~tarde» | 1:24         |
| 21.                 | «Assignment Ada End Roll ~noche» | 1:31         |
| 22.                 | «the another order»              | 3:33         |
| 23.                 | «Ganado VI»                      | 2:25         |
| 24.                 | «Interlude»                      | 1:11         |
| 25.                 | «Intention»                      | 4:09         |
| 26.                 | «Shipyard»                       | 2:08         |
| 27.                 | «End and Aim»                    | 2:51         |
| 28.                 | «The Enemy»                      | 3:29         |
| 29.                 | «Time Limit»                     | 3:13         |
| 30.                 | «The Another End»                | 1:53         |
| Общая длительность: | Общая длительность:              | 76:25        |

22 декабря 2005 года в Японии вышел двухдисковый альбом под названием Biohazard 4 Original Soundtrack, содержащий саундтреки из игры, созданные Мисао Сенбонги (англ. Misao Senbongi) и Сусаку Усияма (англ. Shusaku Uchiyama).

## Отзывы и популярность

### Рецензии
| Сводный рейтинг    | Сводный рейтинг         | Сводный рейтинг         | Сводный рейтинг                       | Сводный рейтинг         | Сводный рейтинг         | Сводный рейтинг         | Сводный рейтинг         | Сводный рейтинг         |
| Издание            | Оценка                  | Оценка                  | Оценка                                | Оценка                  | Оценка                  | Оценка                  | Оценка                  | Оценка                  |
| Издание            | GC                      | Switch                  | PC                                    | PS2                     | PS3                     | PS4                     | Wii                     | Xbox 360                |
| ------------------ | ----------------------- | ----------------------- | ------------------------------------- | ----------------------- | ----------------------- | ----------------------- | ----------------------- | ----------------------- |
| GameRankings       | 95,83 %                 | 84,00 %                 | 74,24 % 82,50 % (Ultimate HD Edition) | 95,85 %                 | 85,18 %                 | 85,85 %                 | 91,59 %                 | 86,97 %                 |
| Metacritic         | 96/100                  | N/A                     | 76/100                                | 96/100                  | 84/100                  | N/A                     | 91/100                  | 84/100                  |
| Иноязычные издания |                         |                         |                                       |                         |                         |                         |                         |                         |
| Издание            | Оценка                  | Оценка                  | Оценка                                | Оценка                  | Оценка                  | Оценка                  | Оценка                  | Оценка                  |
| Издание            | GC                      | Switch                  | PC                                    | PS2                     | PS3                     | PS4                     | Wii                     | Xbox 360                |
| 1UP.com            | A                       | N/A                     | A                                     | N/A                     | N/A                     | N/A                     | N/A                     | N/A                     |
| Edge               | 9/10                    | N/A                     | N/A                                   | N/A                     | N/A                     | N/A                     | 9/10                    | N/A                     |
| Famitsu            | 38/40                   | N/A                     | N/A                                   | N/A                     | N/A                     | N/A                     | 38/40                   | N/A                     |
| GameSpot           | 9,6/10                  | N/A                     | 7,8/10                                | 9,3/10                  | N/A                     | N/A                     | 9,1/10                  | N/A                     |
| GameSpy            | [ 152 ]                 | N/A                     | N/A                                   | [ 153 ]                 | N/A                     | N/A                     | [ 154 ]                 | N/A                     |
| IGN                | 9,8/10                  | N/A                     | 7,7/10                                | 9,5/10                  | N/A                     | N/A                     | 9/10                    | N/A                     |
| Nintendo Power     | 10/10                   | N/A                     | N/A                                   | N/A                     | N/A                     | N/A                     | N/A                     | N/A                     |
| ONM                | 95 %                    | N/A                     | N/A                                   | N/A                     | N/A                     | N/A                     | N/A                     | N/A                     |
| Награды            |                         |                         |                                       |                         |                         |                         |                         |                         |
| Издание            | Награда                 | Награда                 | Награда                               | Награда                 | Награда                 | Награда                 | Награда                 | Награда                 |
| Edge               | «Лучшая игра 2005 года» | «Лучшая игра 2005 года» | «Лучшая игра 2005 года»               | «Лучшая игра 2005 года» | «Лучшая игра 2005 года» | «Лучшая игра 2005 года» | «Лучшая игра 2005 года» | «Лучшая игра 2005 года» |

Игра стала хитом GameCube и PlayStation 2. На аггрегаторе оценок Metacritic обе версии игры имеют среднюю оценку 96 из 100 баллов. Сюжет и персонажи в целом получили хорошие отзывы. Г. Касавин из Gamespot похвалил озвучивание игры, но отметил «какие-то нехарактерно тупые диалоги» и несколько недостатков с графикой.
Yahoo! Games призвало компанию Capcom добавить побольше детализации персонажам игры.
Журналист из IGN в своей рецензии Resident Evil 4 похвалил не только детальную проработку персонажа, но и хореографию, а также трёхмерное моделирование анимированных сцен.
Также он отметил актёров, озвучивавших персонажей, особенно актёра, который озвучивал Леона Кеннеди, добавив, что «На этот раз, персонажи выглядят правдоподобно, потому что Capcom наняла хороших актёров для постановки голосов. Леон, в частности, отлично сделан». Сайт IGN и журнал Nintendo Power выразили одобрение озвучиванию и проработкой персонажей игры. Австралийский журнал Hyper оценил Resident Evil 4 для платформы Wii за «наглядные улучшения», однако подверг критике за отсутствие нового контента.
Оценки версии для Microsoft Windows не так высоки, как у других изданий. Издание было сильно раскритиковано за отсутствие поддержки мыши, плохое управление с клавиатуры, низкокачественные внутриигровые видео, проблемы с отображением (теней и освещением), а также необходимость иметь геймпад для геймплея и более точного прицеливания. Несмотря на все недостатки, игра получила положительные отзывы от IGN и GameSpot, хваливших игровой процесс.
В японском журнале Famitsu издание для Wii получило оценку 38 из 40 баллов: два рецензента поставили по 10 баллов, другие же два — по 9.
В британском NGamer Wii-версия получила оценку 96 %, которая чуть ниже, чем оценка в 97 % у версии для GameCube. Рецензенты дали высокую оценку визуальным эффектам, управлению и особенностям игры и высказали мнение, что продавался такой «необыкновенный комплект» по низкой цене, однако было добавлено, что «если вы играли в версию для GC, то в этой не будет ничего особенного». Журнал Official Nintendo Magazine версии для Wii присудил оценку 94 %, что ниже оригинального издания на 3 %.
IGN похвалил издание для приставки Wii, заявляя, что оно является самым лучшим, однако оно не продвигает Wii, как это было с версиями для GameCube и PlayStation 2.
GameSpot дал положительный отзыв новому управлению Wii-версии, но было отмечено, что игре не хватает исключительных возможностей Wii.
Расширенный набор оружия был положительно оценён игровой прессой в GamePro и Game Over Online Magazine.
Создатели игры работали над различными новшествами, связанными с использованием и хранением оружия.
Игроки могут использовать широкий спектр оружия для «немедленного похода за головами». А боеприпасы в Resident Evil 4 более многочисленны, чем в других играх серии, что делает её более ориентированной на действия.
Версия HD для Xbox 360 была оценена в целом положительно. Так, Teamxbox (IGN) выставило изданию общую оценку 8, а Xbox360Achievements — 89 (из 100).

### Обзоры в русскоязычной прессе
«Игромания» поставила Resident Evil 4 оценку 8. Бой на ножах с Джеком Краузером издание поставило на 7 место в топ-10 игромоментов 2008 года.
Журнал «ЛКИ» поставил игре 75 %. В качестве достоинств отмечались интерактивность и смена событий, а также звуковая часть. Напротив, основными недостатками были, по мнению журнала, графика и управление.
«Страна Игр» поставила игре 9.5 из 10 баллов. Чуть ниже оценку поставил журнал «PC Игры». В качестве плюсов PS2-издания отмечались графика, геймплей и интересный сюжет, а отрицательной стороной стал ракурс камеры.
Версии же для Wii издание поставило оценку 9.0. В дополнение к указанным достоинствам было отмечено более удобное управление. К недостаткам критики отнесли то, что «это та же игра, что и в январе 2005 года».

### Награды игры
Игра собрала несколько наград от ряда игровых журналов и веб-сайтов. Американский ежемесячный журнал Nintendo Power объявил её в 2005 году победителем в номинации «Игра года», присудил первое место в списке «Top 20 Лучших GameCube игр всех времён», изданном к 20-летию журнала, а также дал ей второе место в Nintendo Power Top 200.
Американский ежемесячник Game Informer присвоил изданиям для GameCube и PlayStation 2 высший балл, дал первое место в своём списке «Лучшие GameCube игры всех времён» и присудил в 2005 году победу в своём конкурсе «Игра года».
Resident Evil 4 получила награду в 2005 году вместе с игрой Kingdom Hearts II в конкурсе японского журнала Famitsu «Игра Года» и получила награду в шоу Spike TV Video Game Awards американского канала Spike.
Журнал Nintendo Power присудил награду в своём конкурсе 2005 Power Awards за лучшее озвучивание, в то время как сайт IGN дал игре награду «Лучшая художественная разработка» в своём «Лучшие за 2005». Международная ассоциация разработчиков игр выставляла Resident Evil 4 в качестве лучшей за «Изобразительное искусство», однако проиграла награду игре Shadow of the Colossus. Читатели британского ежемесячного журнала PlayStation Official Magazine проголосовали за Resident Evil 4 в числе десяти лучших, когда-либо выпущенных для PlayStation.
В программе X-Play американского кабельного канала G4 игра была названа лучшей в серии, а в 2008 году игре было присуждено первое место в списке IGN «Лучшие 99 игр всех времён».
Game Informer присудил игре первое место в своём «Лучшие 25 GameCube игр», а также третье в списке «Top 25 PlayStation 2 игр».

### Продажи
В первые двадцать дней издание для GameCube в Северной Америке разошлось тиражом более чем 320 тыс. копий. В течение первого месяца продажи европейского издания составили 200 тысяч копий. К январю 2006 года продажи версий для GameCube и PlayStation 2 по всему миру превысили 3 млн копий.
Согласно отчёту о продажах от 17 января 2007 года, представленному Capcom, продажи Resident Evil 4 для GameCube составили 1,6 млн копий, в то время как продажи издания для PlayStation 2 превысили цифру 2 млн копий.
По состоянию на 30 сентября 2011 года, было продано 2,2 млн копий для PlayStation 2 и 1,9 млн копий для Wii.
К июлю 2011 года, общие объёмы продаж Resident Evil 4 на всех платформах достигли отметки в 7,03 млн экземпляров, что сделало её самой продаваемой в серии и даёт ей право на запись в 2012 году в Guinness World Records Gamer’s Edition как самая продаваемая игра жанра survival horror.
Летом 2018 года, благодаря уязвимости в защите Steam Web API, стало известно, что точное количество пользователей сервиса Steam, которые играли в игру хотя бы один раз, составляет 704 953 человека.

## Влияние
Resident Evil 4 считается одной из самых влиятельных игр 2000-х годов, в связи с тем, что благодаря ей были пересмотрены, по крайней мере, два жанра видеоигр: ужасы и боевик от третьего лица.
Она помогает понять жанр боевика от третьего лица, вводя «опору на смещение ракурсов, что не скрывает действий».
Вид из-за плеча, введённый в игре, стал стандартом в жанре боевик от третьего лица. Начиная с Gears of War и заканчивая такими играми как Batman: Arkham Asylum. Кроме того, она стала стандартом в плане «точного прицеливания» для игр с боями, например, Dead Space и Grand Theft Auto.
В игре также сделана попытка пересмотра жанра survival horror введением точного прицеливания и подчёркивая рефлексы, что расширяет геймплей — элементами более широкого жанра боевик, однако это заставило рецензентов предположить, что серия Resident Evil отошла от жанра survival horror, основы которого она заложила.
Другие крупные серии жанра последовали её примеру, развивая боевую систему для того, чтобы показать побольше действий. Это такие игры как Silent Hill Homecoming и Alone in the Dark, выпущенный в 2008 году.

## Товары
В продаже появились различные фигурки, основанные на персонажах игры. Две из них были основаны на облике Леона Кеннеди и Джека Краузера.
Agatsuma Entertainment создала на базе персонажей из Resident Evil 4 несколько миниатюрных коллекционных фигурок.
А NubyTech выпустила специальные контроллеры для GameCube и PlayStation 2, похожие на бензопилы из игры.

## Ремейк
12 апреля 2020 года было объявлено, что в разработке находится ремейк Resident Evil 4. Разработка началась примерно в 2018 году, а выпуск состоялся 24 марта 2023 года. Новый Resident Evil 4 получил многочисленную команду и более длительный график разработки, чем у ремейков Resident Evil 2 и Resident Evil 3.